# Clute
Clute és una població dels Estats Units a l'estat de Texas. Segons el cens del 2000 tenia 10.424 habitants.

## Demografia
Segons el cens del 2000, Clute tenia 10.424 habitants, 3.674 habitatges, i 2.564 famílies. La densitat de població era de 752,3 habitants/km².
Dels 3.674 habitatges en un 41% hi vivien nens de menys de 18 anys, en un 49,3% hi vivien parelles casades, en un 14,5% dones solteres, i en un 30,2% no eren unitats familiars. En el 24% dels habitatges hi vivien persones soles el 4,7% de les quals corresponia a persones de 65 anys o més que vivien soles. El nombre mitjà de persones vivint en cada habitatge era de 2,79 i el nombre mitjà de persones que vivien en cada família era de 3,35.
Per edats la població es repartia de la següent manera: un 31,4% tenia menys de 18 anys, un 13,5% entre 18 i 24, un 31,1% entre 25 i 44, un 16,4% de 45 a 60 i un 7,6% 65 anys o més.
L'edat mediana era de 28 anys. Per cada 100 dones de 18 o més anys hi havia 99,7 homes.
La renda mediana per habitatge era de 32.622$ i la renda mediana per família de 34.638$. Els homes tenien una renda mediana de 31.574$ mentre que les dones 18.396$. La renda per capita de la població era de 14.008$. Aproximadament el 16% de les famílies i el 18,2% de la població estaven per davall del llindar de pobresa.

## Poblacions més properes
El següent diagrama mostra les poblacions més properes.

## Descobriment d'un mamut
El novembre del 2003, un mamut va ser trobat enterrat en una sorrera a Clute per un operador de retroexcavadora de Vernor Material & Equipment Co. L'operador va descobrir un parell d'ullals al pou a prop de Brazoswood High School. Es creia que eren restes del primer mamut descobert a la costa del golf de Texas.
Es va considerar que el mamut tenia uns 38.000 anys d'antiguitat, a partir de l'edat dels troncs recuperats a prop del lloc. Es considerava que el mamut era un mamut colombí. Aquests mamuts eren lleugerament més grans i menys peluts que el seu famós cosí, el mamut llanut. A més, hi ha troncs fòssils i restes de bisons, cavalls, cérvols i tortugues, que ofereixen una visió d'un entorn únic de l'època glacial enterrat a uns 10 metres sota de la superfície, va dir Robson Bonnichsen, director del Centre per a l'estudi dels Primers Americans.